# O Testamento do Senhor Napumoceno da Silva Araújo
O Testamento do Senhor Napumoceno da Silva Araújo (en català El Testament del Senyor Napumoceno da Silva Araújo, en crioll capverdià U Testamentu du Sinhor Napumosenu da Silva Araúju) és una novel·la capverdiana publicada en portuguès l'any 1989 per Germano Almeida. Barreja l'humor amb el realisme cruel, de vegades patètic, en un registre modern, i amb predomini de l'estil indirecte. La novel·la es va adaptar al cinema amb el nom de Testamento do Senhor Napumoceno l'any 1997, pel·lícula dirigida per Francisco Manso i protagonitzada per Ana Firmino.
El llibre va ser publicat per Ilhéu Editora. La seva primera traducció fou en francès (Le Testament de Monsieur Napumoceno da Silva Araújo), realitzada per Édouard Bailby i editada per Éditions Sépia l'any 1995. Posteriorment es va traduir a l'anglès l'any 2004, amb edició de New Directions Publishing sota el nom de The Last Will and Testament of Senhor da Silva Araújo.

## Argument
Després de la mort del Senhor Napumoceno da Silva Araújo, un il·lustre mercader de Mindelo, la lectura del seu testament provoca una allau de sorpreses. Més que un testament, es tracta d'un llibre de memòries de 387 pàgines, que desvetllen la cara oculta del difunt: les vicissituds de la seva vida dissoluta, l'existència de la seva filla secreta i el seu odi vers el seu nebot Carlos, a qui priva de l'herència esperada.

## Publicacions
- Ilhéu Editora, São Vicente, Cap Verd, 1989, ISBN 972-21-0575-2
- Traducció (francès): Édouard Bailby, Éditions Sépia, Saint-Maur-des-Fossés, 1995
- Traducció (anglès): New Directions, 2004